# George Merry
George John Thomas Merry (Brighton, 1817–Londres, 9 de abril de 1910) fue un militar inglés, defensor de la causa carlista española.

## Biografía
Nacido en una familia católica de origen irlandés,  estaba emparentado con los Merry del Val españoles. A los dieciocho años de edad lo llamó al lado suyo su tío, el coronel Francisco Merry, gentilhombre de Carlos María Isidro de Borbón; y durante la primera guerra carlista se adhirió a la causa legitimista, a la que permanecería leal toda su vida.
A pesar de su juventud, fue designado en 1833 para ayudar al infante Don Sebastián a eludir la vigilancia de la policía francesa y a pasar la frontera; y, efectivamente, con el pasaporte y bajo el nombre de George Merry cruzó los Pirineos el hijo de la princesa de Beira, mientras el propio Merry le seguía a corta distancia y vigilaba la retaguardia, disfrazado de carbonero.
Ingresado en el Ejército carlista, fue destinado a los Guías de Álava, en cuyo Cuerpo tomó parte como capitán el año 1837 en las batallas de Huesca y Barbastro, en el Alto Aragón, en la de Guisona, en Cataluña; la de Chiva, en Valencia (donde cayó prisionero, pero logrando evadirse); la de Villar de los Navarros, en el Bajo Aragón, y la de Retuerto, en Castilla la Vieja.
Asistió también, a las órdenes de Zumalacárregui, al sitio de Bilbao, y volvió a caer prisionero en Santo Domingo de Silos. Durante su cautiverio fue atacado de la fiebre tifoidea, que asolaba a la sazón aquella comarca, y conducido al hospital, donde ya había otros 1600 hombres víctimas del mismo mal de los cuales solo se salvaron 240, entre ellos el joven Merry, que, canjeado poco después, continuó sirviendo bizarramente en las fuerzas alavesas hasta la conclusión de la guerra.
Estaba condecorado con las cruces de Villar de los Navarros, de Huesca, de San Fernando, de Isabel la Católica, de San Hermenegildo, gran cruz de Carlos III y medalla de Carlos VII.
De regreso a su país, obtuvo un empleo correspondiente a sus méritos y categoría en el Almirantazgo británico, que, según El Correo Español, desempeñó «con la conciencia y el celo que le eran habituales, y haciéndose estimar de todos». De acuerdo con la necrología publicada en este diario, «desde el primer lord del Almirantazgo hasta el último portero, no le conocían ni designaban, lo mismo que todas sus relaciones, más que con el nombre de Capitán Merry, en recuerdo de sus campañas carlistas». Se retiró en 1869, tras casi 30 años de servicio.
Durante la última guerra carlista, no pudo tomar las armas debido sus achaques y sus atenciones de familia, pero prestó cuantos servicios pudo a la causa carlista y mantuvo continua e íntima correspondencia con Carlos VII, que le profesaba gran cariño, lo mismo que su esposa Doña Margarita y el resto de la familia real proscrita.
Durante los cinco años de su permanencia en Beaumont College, en Windsor, el príncipe Don Jaime le trató mucho y gustaba mucho «del inalterable buen humor y de las chispeantes ocurrencias de aquel bondadosísimo anciano», escuchándole embelesado los interminables relatos que hacía de su vida mititar, y los recuerdos que evocaba, tan interesantes para el joven príncipe, orgulloso de oír hazañas de los veteranos carlistas.
La casita que poseía en Warwick Road, en el barrio de Earls Court, de Londres, era un museo carlista en miniatura, donde conservaba como reliquias mil baratijas de la guerra de los siete años, la época heroica de su vida.
Durante las repetidas estancias de Carlos VII en Inglaterra, el capitán Merry era, después de su ilustre representante lord Ashburnham, su acompañante predilecto, llevándole en su séquito cuando hacía excursiones fuera de Londres, como en sus viajes a Brighton y Southampton. El cardenal Manning también recibió su visita en algunas ocasiones.
Fue padre del pintor Godfrey Pitney Merry.

## Obras
- Los Arcos: A Spanish Carlist Romaunt by George Ryder - The notes by George Merry K.S.F.